# Himmelried
Himmelried (toponimo tedesco) è un comune svizzero di 930 abitanti del Canton Soletta, nel distretto di Thierstein.